# Pulitzer-Preis 1925
Der Pulitzer-Preis 1925 war die neunte Verleihung des renommierten US-amerikanischen Literaturpreises. Es wurden Preise in acht Kategorien im Bereich Journalismus und dem Bereich Literatur, Theater und Musik vergeben.
Die Jury bestand aus 13 Personen, unter anderem dem Präsidenten der Columbia-Universität Nicholas Murray Butler und Ralph Pulitzer, Sohn des Pulitzer-Preis-Stifters und Herausgeber der New York World.

## Preisträger
| Kategorie                                     | Preisträger                                                | Begründung |
| --------------------------------------------- | ---------------------------------------------------------- | --- |
| Dienst an der Öffentlichkeit (Public Service) | James W. Mulroy und Alvin H. Goldstein, Chicago Daily News | Preis verliehen für die Berichterstattung über den Mordfall an Robert Franks Jr. in Chicago am 21. Mai 1924 und über das Gerichtsverfahren gegen Nathan F. Leopold und Richard Loeb. |
| Leitartikel (Editorial Writing)               | Unbekannter Autor, Charleston News and Courier             | Preis verliehen für den Artikel Plight of the South. |
| Karikatur (Editorial Cartooning)              | Rollin Kirby, New York World                               | Preis verliehen für News from the Outside World. |

| Kategorie                                                   | Preisträger                                             |
| ----------------------------------------------------------- | ------------------------------------------------------- |
| Roman (Novel)                                               | So Big von Edna Ferber                                  |
| Theater (Drama)                                             | They Knew What They Wanted von Sidney Howard            |
| Geschichte (History)                                        | History of the American Frontier von Frederic L. Paxson |
| Biographie oder Autobiographie (Biography or Autobiography) | Barrett Wendell and His Letters von M. A. Dewolfe Howe  |
| Dichtung (Poetry)                                           | The Man Who Died Twice von Edwin Arlington Robinson     |